# Narodowa Akademia Nauk Ukrainy
Narodowa Akademia Nauk Ukrainy, NANU (ukr. Національна академія наук України, НАНУ) – najwyższa państwowa organizacja badawcza Ukrainy. Powstała w 1918, gdy hetman Państwa Ukraińskiego Pawła Skoropadskiego podpisał ustawę ustanawiającą. Jednym z jej zadań jest regulowanie języka ukraińskiego. Zajmuje się również naukami humanistycznymi oraz naukami podstawowymi.

## Historia
Powstała w 1918 roku w wyniku przedsięwzięcia radzieckiego minerologa Władimira Wiernadzkiego, jest nazwa podlegała zmianom historycznym. W latach 1918–1921 była to Ukraińska Akademia Nauk (UAN) w latach 1921–1936 Wszechukraińska Akademia Nauk (WUAN), w latach 1936–1991 Akademia Nauk Ukraińskiej SRR, w latach 1991–1993 – Akademia Nauk Ukrainy, zaś od 1994 – Narodowa Akademia Nauk Ukrainy. Organizacja zajmuje się Wielką Encyklopedią Ukraińską od 2018 roku.
| Prezydenci Akademii | Prezydenci Akademii |
| ------------------- | ------------------- |
| Wołodymyr Wernadski | 1918–1919           |
| Orest Łewyckyj      | 1919–1921           |
| Mykoła Wasyłenko    | 1921–1922           |
| Orest Łewyckyj      | 1922                |
| Wołodymyr Łypskyj   | 1922–1928           |
| Danyło Zabołotnyj   | 1928–1929           |
| Ołeksandr Bohomolec | 1930–1946           |
| Aleksandr Pałładin  | 1946–1962           |
| Borys Paton         | 1962–2020           |